# Jaroslav Kocvera
Jaroslav Kocvera (7. března 1943 Mladá Boleslav – 1995) je z publikovaných prací známý jako opakovaný pacient psychiatrické léčebny, sympatizant snah o modernizaci a humanizaci psychoterapie a psychiatrie a básník, který psal volným veršem a zejména v pozdním období tvorby byl ovlivněn surrealismem.

## Básnická tvorba
Ke konci svého života vydal svou jedinou sbírku básní, Slátaniny, která je hutným profilem jeho celoživotní tvorby. Následující rok byla vydána sbírka jeho korespondence s psychoterapeutkou Darjou Kocábovou „o lidské vzájemnosti, sounáležitosti a spoluzodpovědnosti, o hranici mezi duševní rovnováhou a nemocí, bytím a nebytím“ z let 1990–1994, doplněná eseji Kocábové. Některé z jeho básní byly publikovány i jinde, například v časopise Mosty 2 – 1989/1.
Surrealistický básník Karel Šebek, který se s ním seznámil při svém pobytu v léčebně v Kosmonosích a k vydání sbírky jej přemluvil, v předmluvě napsal, že mnohé z oněch pár básní znamenají „víc než silné sbírky jiných autorů“. Charakterizoval je přístupem čistoty, nekompromisnosti a angažovanosti v kladném smyslu (proti všemu bezpráví a násilí), samorostlostí a nesmlouvavostí: „Stačí pár slov, a je konec světa (…) když čtete, máte pocit, že tohle právě je ono a že to nemůže být jinak.“. Mnohé Kocverovy básně, podobně jako Šebkovy, jsou inspirovány životem v léčebně, který se podle Šebka „tomu dnešnímu neblahému světu podobá jako jeho tresť“. Sbírka byla vydána v pražském filosoficky zaměřeném nakladatelství Herrmann a synové, na knihařském zpracování se podíleli bývalí spolupacienti v rámci rehabilitační pracovní terapie v nově zřízené chráněné knihařské dílně.

## Další aspekty osobního života
Pracoval například v textilní továrně Tiba, ale i jako pomocný tiskař, čistič odpadních vod, rytec, kreslíř či betonář. Má syna Tomáše.
Po dlouhá léta byl tajemníkem Socioterapeutického klubu v Mladé Boleslavi (dnešní pobočky České společnosti pro duševní zdraví), v němž z iniciativy Darji Kocábové skupina průkopnických terapeutů a sociálních pracovníků společně s pacienty ve druhé polovině 80. let zaváděla komunitní formy práce s vážně duševně nemocnými, zejména psychotiky. Kocvera těmto snahám fandil již od první schůzky 7. dubna 1984 a zorganizoval již v roce 1985 první rehabilitační výjezdní pobyt členů klubu.
V roce 1977, kdy se poprvé seznámil s terapeutkou Darjou Kocábovou, měl za sebou již 7 pokusů o sebevraždu. Podle záznamu v databázi Národní knihovny zemřel v roce 1995, tedy téhož roku, kdy vyšla jeho kniha básní a odkdy je nezvěstný básník Karel Šebek. Způsob, přesné datum a okolnosti Kocverovy smrti nebyly publikovány.

## Ukázky tvorby
Jedna z nejstarších básní z celoživotní profilové sbírky Slátaniny, datace 1964-5, bez názvu (řazeno chronologicky):
```
Ukamenovali proroka
ne kamenem, 
ale hovnem.
Nehodili po něm, 
on do něho šlápl
(a možná, že to ani nebyl)
    prorok.
```

Úryvek z básně „Míjení lodí (Severní póly)“ ze sbírky Slátaniny, datace 14. června 1989, věnováno „vzácné přítelkyni“:
```
jako by
se 
jednou
potkaly
dvě
lodi
jménem 
Magdalena
přídí
se
o sebe otřely
a
neodřely
svoje jména
```

Úryvek z jedné z nejpozdnějších básní, datované rokem 1994 a nadepsané pouze věnováním „(Karlu Šebkovi)“, Slátaniny, str. 119:
```
Naše stromy jsou naše děti
A všichni mravenci jsou na dovolené
Takže je možno ustlat si v mraveništi
Obléct bídě brokátové šaty
Zahrát si kulečník s anglickým králem
Nebo angorským králíkem
      je-li anglický král
      zaneprázdněn nějakou
      ze světových šachových 
      partií
Hraju šachy s Atlantickým oceánem
A dávám mat Střední Americe
Jsem osvícen komáry všech lamp
A bleskem z oblohy když bouří má láska
```

## Dílo
- Seznam děl v Souborném katalogu ČR, jejichž autorem nebo tématem je Jaroslav Kocvera
- Jaroslav Kocvera: Slátaniny, Herrmann, Praha, 1995 (předmluva Karel Šebek, doslov Darja Kocábová), 121 stran, 200 výtisků
- Darja Kocábová, Jaroslav Kocvera: Zpráva odjinud, Konfrontace, Brno, 1996, 95 stran, ISBN 80-901773-7-9, 1000 výtisků, korespondence mezi psychoterapeutkou a jejím pacientem